# Gli amori di Teolinda
Gli amori di Teolinda ( « Les amours de Teolinda » ) est une cantate scénique pour soprano, clarinette obligée dans les coulisses et chœur d'hommes basée sur le livret de Gaetano Rossi et composée par Giacomo Meyerbeer  en 1816.

## Origines
Cette cantate représente un exemple relativement tardif du genre pastoral populaire au XVIIIe siècle toujours en cours en Italie.
Gli amori di Teolinda est une cantate en italien en huit mouvements pour soprano, clarinette solo, un  « chœur de bergers » (chœur d'hommes) et orchestre,,, composée par Meyerbeer à Vérone en 1816 pour la chanteuse Helene Harlas (de), une de ses amies, et son ami, le virtuose de la clarinette Heinrich Joseph Baermann. La clarinette apparaît ici comme un nouvel instrument pastoral, et dans le dialogue avec Teolinda, elle incarne son amant Armidore, le berger.
Helene Harlas et Heinrich Baermann ont joué le monodrame le 8 mars 1816, d'abord à Vérone, et le 9 novembre 1817 pour la première fois au théâtre Cuvilliés à Munich.

## Structure
1. Introduzione (Andante) 02:37
2. Cavatina (Andante) 05:06
3. Recitativo (Allegro) 02:32
4. (Allegro moderato) 07:56
5. Coro dei Pastori (Allegro con moto) 02:42
6. Recitativo (Allegro) 01:56
7. (Andante con variazioni) 04:08
8. (Allegro molto moderato) 08:12

## Enregistrements
- Gli amori di Teolinda (1981) – Julia Varady (soprano), Jörg Fadle (clarinette) – Orchestre symphonique de la radio de Berlin, Gerd Albrecht (dir.) – Orfeo C 054 831 A (1CD)
- Gli amori di Teolinda (1984) - Mariana Nicolesco (soprano), Dieter Klöcker (clarinette) - Ludwigsburg festival orchestra, Wolfgang Gönnenwein (dir.) - PRO ARTE PAD 186 (1LP)
- Gli amori di Teolinda (Live at Opera, Lausanne) (2020) – Lenneke Ruiten (soprano), Davide Bandieri (clarinette) – Chœur de l'Opéra de Lausanne, Orchestre de chambre de Lausanne, Diego Fasolis (dir.) – Claves Records CD 3010 (1CD)